# 日特建設
日特建設株式会社（にっとくけんせつ、英: NITTOC CONSTRUCTION CO.,LTD.）は、東京都中央区に本社を置く基礎工事及び斜面対策工事を中心とした総合建設業。東京証券取引所プライム市場上場企業。

## 概要
元々は雨竜第一ダム（北海道雨竜郡幌加内町）建設時の基礎部の岩塊処理技術研究に端を発しており、このことから地質調査と基礎土木工事を一体施工できる強みを持ち、ダムをはじめとする基礎工事の実績が多い。近年は、ライト工業等と並び、道路等の法面などの斜面対策工事の実績を多く持つ。また、かつては建築部門も存在したが、2003年3月24日のセザール倒産により不良債権が発覚、2009年を最後に撤退した。
商号の「日特」は、旧社名の「日本特殊土木工業」にちなむ。なお、創業時の社名は「八千代地下工業」で、本社所在地も北海道札幌市であった（1957年（昭和32年）に東京に移転）。

## 沿革
- 1953年（昭和28年）4月 - 実質的な前身である「八千代地下工業株式会社」設立。
- 1959年（昭和34年）12月 - 商号を「日本特殊土木工業株式会社」に変更。
- 1962年（昭和37年）12月 - 「株式会社光商会」と合併（吸収合併）、光商会が「日本特殊土木工業株式会社」に改称。
- 1972年（昭和47年）5月 - 商号を「日特建設株式会社」に変更。
- 2008年（平成20年）1月 - 不動テトラと資本提携合意。
- 2013年（平成25年）11月 - 不動テトラとの資本提携を解消（工事受注や技術開発などを対象にした業務提携は継続）[2]。不動テトラが保有していた日特建設の普通株は「エーエヌホールディングス」（株式会社麻生が100%出資、東京都千代田区）が取得し、同社が日特建設の筆頭株主となった[2]。
- 2018年（平成30年）10月24日 - 10月18日にエーエヌホールディングスよる株式公開買付けが成立したのに伴い、エーエヌホールディングス並びに麻生の連結子会社となる[3]。